# Ульянов, Николай Александрович
Николай Александрович Улья́нов (27 июня 1923 года, Томск — 25 декабря 1981 года, Воронеж) — советский инженер-механик, педагог, единокровный брат знаменитого артиста М. А. Ульянова.

## Биография
Участник Великой Отечественной войны. Член ВКП(б) с 1944 года.
По окончании в 1949 году автомобильного факультета СибАДИ (Омск), работал в нём до 1966 года старшим лаборантом, аспирантом, старшим преподавателем, заведующим кафедрой дорожных машин (1949—1966). Кандидат технических наук. С 1966 года заведующий кафедрой строительных и дорожных машин ВИСИ, с 1971 года — ректор. Доктор технических наук (1964), профессор (1964).
Чемпион СССР по скоростному бегу на коньках (1948).
Погиб 25 декабря 1981 года, когда он, нырнув в прорубь и проплавав в воде подо льдом несколько минут, не смог найти эту прорубь и выйти обратно наружу.
Похоронен в Воронеже на Коминтерновском кладбище.

## Книги
Автор свыше 80 работ.
- «Теория самоходных колёсных землеройно-транспортных машин» (Москва, 1969)
- «Дорожные машины» (Москва, 1972) и другие.

## Награды
- заслуженный деятель науки и техники РСФСР (1976)
- орден Красной Звезды (21.5.1945)
- медаль «За отвагу» (22.4.1944; был представлен к ордену Отечественной войны II степени)
- медаль «За боевые заслуги» (1943)